# خوسيه فرانسيسكو ثيفايوس
خوسيه فراسيسكو ثيفايوس (مواليد 17 أبريل 1971) هو لاعب كرة قدم. يلعب مع منتخب الإكوادور لكرة القدم. سبق له أن لعب في كأس العالم لكرة القدم مع منتخب بلاده.

## روابط خارجية
- خوسيه فراسيسكو ثيفايوس على موقع الاتحاد الدولي (مؤرشف)  (الإنجليزية)
- خوسيه فراسيسكو ثيفايوس على موقع قاعدة بيانات كرة القدم.إي يو (الإنجليزية)
- خوسيه فراسيسكو ثيفايوس على موقع ناشيونال فوتبول تيمز (الإنجليزية)